# Johann Weber (politicus)
Johann Weber (Seeberg, 19 juni 1828 - Luzern, 23 april 1878) was een Zwitsers politicus.
Johann Weber studeerde bosbouw in Hohenheim (Württemberg) en economie en sociale wetenschappen in München. Tijdens de Sonderbund-oorlog (1847) vocht hij als vrijwilliger aan de zijde van de Eedgenoten. Nadien was hij werkzaam als landbouwer.
Johann Weber was lid van de Radicale Partij (voorloper van de huidige Vrijzinnig Democratische Partij) en was van 1854 tot 1858 voor de radicalen lid van de Grote Raad van Bern. Van 1858 tot 1872 was hij lid van de Regeringsraad van Bern en beheerde hij het departement van Domeinen en Bosbouw. In die functie zette hij zich in voor de watercorrecties in de Jura. Van 1 juni 1866 tot 31 mei 1867, van 1 juni 1868 tot 31 december 1869 en van 1 juni 1870 tot 31 mei 1871 was hij voorzitter van de Regeringsraad (dat wil zeggen regeringsleider) van Bern.
Johann Weber was van 1860 tot 1868 lid van de Nationale Raad (tweede kamer Bondsvergadering) en van 1868 tot 1875 was hij lid van de Kantonsraad (eerste kamer Bondsvergadering). Van 6 december 1869 tot 1 februari 1870 was hij voorzitter van de Kantonsraad.
Van 1872 tot 1878 was hij mededirecteur van de Gotthardbahn. De andere directeuren waren: Alfred Escher (ZH) en Josef Zingg (LU).
Johann Weber was een groot voorstander van directe democratie en hij was samen met Rudolf Brunner één der voormannen van de democratische beweging in het kanton Bern.
Hij overleed op 54-jarige leeftijd.